# Michał Zawadzki
Michał Zawadzki es un deportista polaco que compite en remo. Ganó una medalla de bronce en el Campeonato Mundial de Remo en Sala de 2020, en la prueba de ligero 500 m.

## Palmarés internacional
| Campeonato Mundial | Campeonato Mundial | Campeonato Mundial | Campeonato Mundial |
| Año                | Lugar              | Medalla            | Prueba             |
| ------------------ | ------------------ | ------------------ | ------------------ |
| 2020               | París (Francia)    | Medalla de bronce  | Ligero 500 m       |